# ألفيس صلاح الدين
ألفيس صلاح الدين (بالإنجليزية: Alvis Saladin) يُطلق عليها رسميًا إف في 601 صلاح الدين هي عربة مُصفَّحة بريطانيّة، قامت شركة كروسلي موتوروز بتطويرها عام 1954، ثم أنتجتها لاحقًا شركة ألفيس البريطانيّة لتكون بديلاً عن عربة أيه إي سي المُصفَّحة وفي خدمة الجيش البريطاني.

## التاريخ
قامت شركة ألفيس البريطانيّة بتصنيع 1,177 عربة من نوع ألفيس صلاح الدين بين عاميّ 1958 و1972. كانت هذه العربة ملائمة للمناطق الصحراويّة، لذلك اُستُخدمت بشكل كبير في دول عربيّة وآسيويّة وإفريقيّة، حيث شاركت في حرب 1967 وحرب فيتنام والحرب الأهلية النيجيرية وثورة ظفار والحرب الأهلية اللبنانية والحرب الأهلية السريلانكية وثورة 14 أكتوبر اليمنية.

## المستخدمون
- الأردن: 130[1]
- الإمارات العربية المتحدة: 70
- إندونيسيا: 69[1]
- أوغندا: 36[2]
- البحرين: 8[1]
- تونس: 20[1]
- السودان: 9[1][3]
- سلطنة عمان: 10[1]
- غانا: 15[1]
- قطر: 30[4]
- الكويت: 60[1]
- كينيا: 10[1]

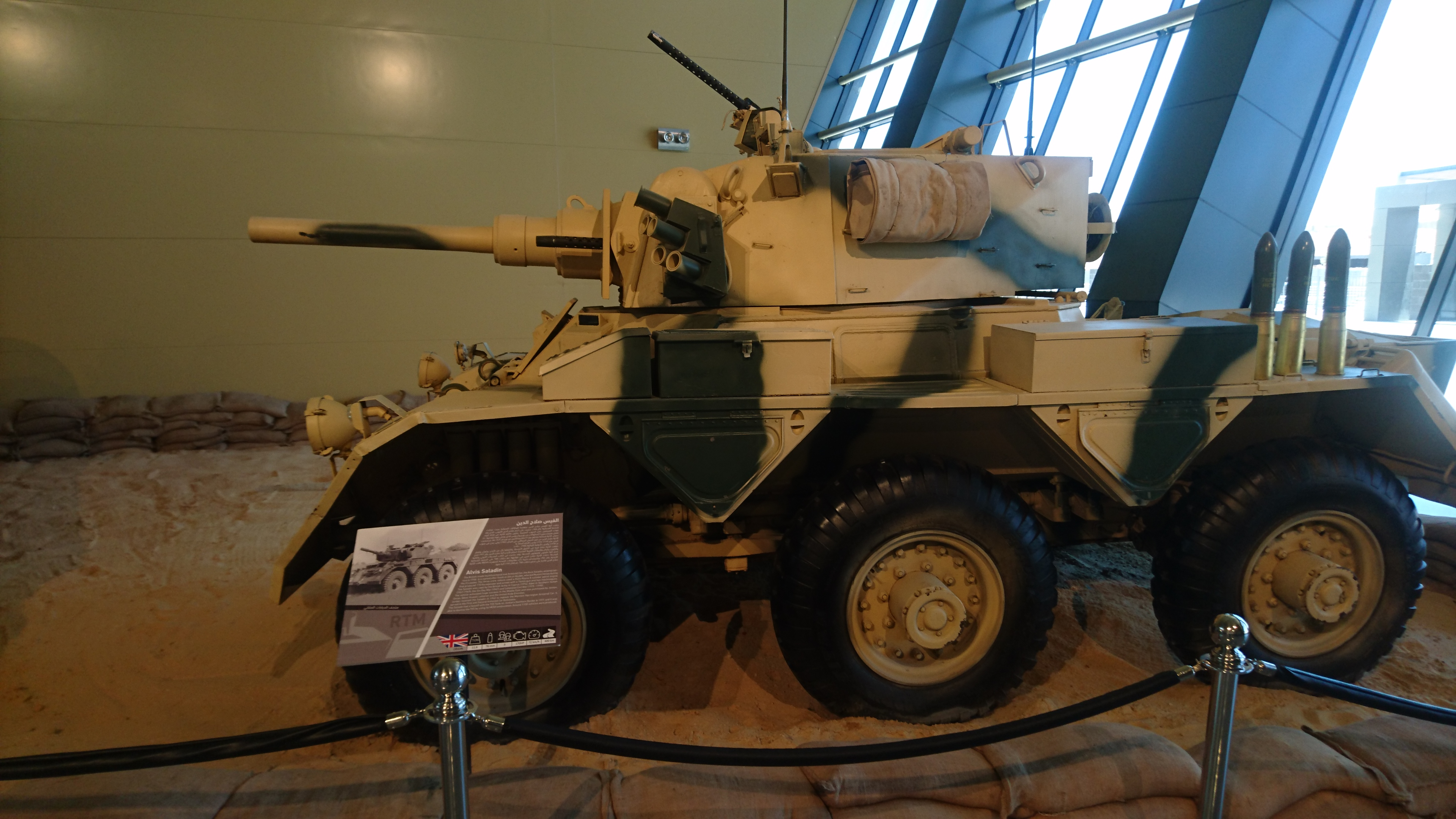
عربة ألفيس صلاح الدين أردنيّة معروضة في متحف الدبابات الملكي في عمّان، الأردن.

- لبنان: 40 يُحتمل أن الأردن تبرع بها.[1]
- موريتانيا: 40
- نيجيريا: 16[1]
- هندوراس: 72
- اليمن: 15[1]

### مستخدمون سابقون
- أستراليا[5][1]
- ألمانيا: 97
- البرتغال: 39[1][6][7]
- سريلانكا: 18[1]
- سيراليون: 4[1]
- العراق: استولى عليها من الكويت، جميعها اُتلف أو دُمِّر.[8]
- ليبيا: 40[1]
- المملكة المتحدة: أُخرجت جميعها من الخدمة واستُبدلت بمُصفحة سكوربيون.

## وصلات خارجية
- مصفحة صلاح الدين على Globalsecurity.org (بالإنجليزية)
- مصفحة صلاح الدين في Warwheels.net (بالإنجليزية)